# USS LST-652
O USS LST-652 foi um navio de guerra norte-americano da classe LST que operou durante a Segunda Guerra Mundial.